# Johann Baptist Reiter
Pour les articles homonymes, voir Reiter.

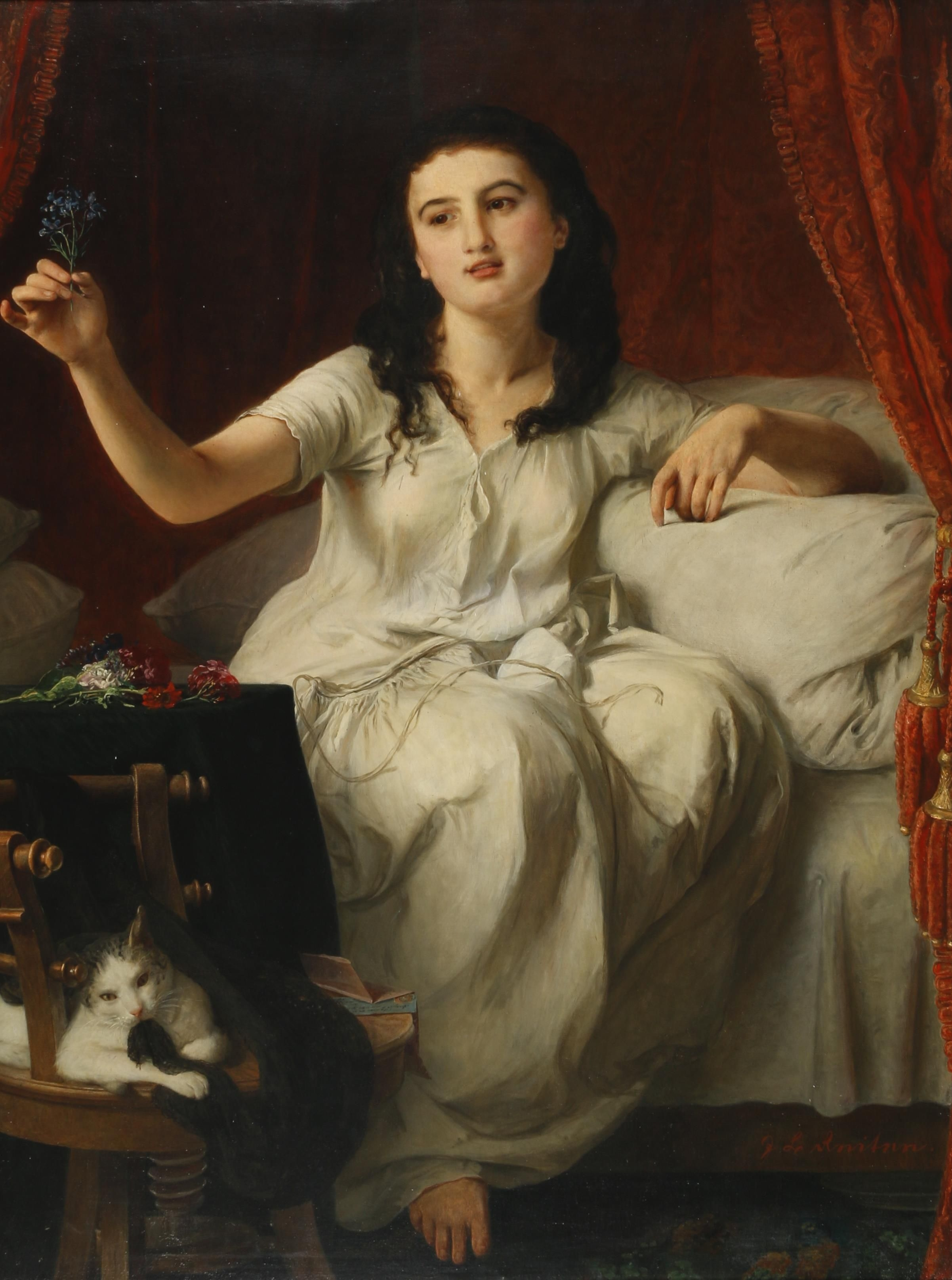

Johann Baptist Reiter, né le 28 mai 1813 à Linz et mort le 10 janvier 1890 à Vienne, est un portraitiste autrichien et peintre de genre de l'époque Biedermeier.

## Biographie
Son père était un charpentier. Il a passé trois ans comme apprenti dans l'entreprise de son père, la peinture des meubles, des signes et des croix. Encouragé par le lithographe et marchand d'art Josef Hafner (1799-1891), il s'inscrit à l'Académie des Beaux-Arts de Vienne. Parmi ses professeurs figurent Léopold Kupelwieser et Thomas Ender. Après 1830, il gagne largement sa vie comme peintre en porcelaine.
Probablement le résultat d'une recommandation de Kupelweiser, il a reçoit une bourse de la Haute-Autriche, Landstand qui lui a permis de poursuivre ses études de 1834 à 1837.